# もとなおこ
もと なおこ（7月16日 - ）は、日本の女性漫画家。関西出身。
1985年、『プリンセスGOLD』（秋田書店）に掲載された『宇宙色ティータイム』にてデビュー。
以後『月刊プリンセス』（秋田書店）を中心に活躍。
代表作は『コルセットに翼』、『レディー・ヴィクトリアン』、『悠かなり愛し夢幻』など。
『コルセットに翼』は2012年、第16回手塚治虫文化賞ノミネート、『このマンガがすごい! 2012』のオンナ編48位にランクインした。

## 作品リスト
- 悠かなり愛し夢幻(ロマン) -プリンセスGOLD（秋田書店）(全14巻)
- メロディー&クリストファー - 月刊プリンセス（秋田書店）(全2巻)
- Christmas物語 - 月刊プリンセス（秋田書店）
- 星の野原をゆこう - 月刊プリンセス（秋田書店）
- アンティークROMANTIC - 月刊プリンセス（秋田書店）
- レディー・ヴィクトリアン（英語版） - 月刊プリンセス（秋田書店）(全20巻)
- Dearホームズ - ミステリーボニータ（秋田書店）(全2巻)
- コルセットに翼 - 月刊プリンセス（秋田書店）(全10巻)
- リエギエンダ物語 - 月刊MOE（偕成社）(全3巻)
  - リエギエンダ物語・完全版 - フレックスコミックス（フレックスコミックス株式会社）（全4巻）
- 葬儀姫 - FlexComixフレア（フレックスコミックス株式会社）(全2巻)
  - 葬儀姫 ・完全版 - 宙コミックス（ハーパーコリンズ・ジャパン）（全3巻）
- ドリーナ姫童話―クイーン・ヴィクトリア冒険譚 - 短編集（秋田書店）
- 紳士と淑女と少年と - 短編集（秋田書店）
- ガーフレット寮の羊たち - 月刊プリンセス（秋田書店）(全6巻)
- アンと教授の歴史時計 - 月刊プリンセス（秋田書店）(全3巻)
- 天使がのぞきみ -英国貴族と領民たちのひみつ-  - 月刊プリンセス（秋田書店）(全5巻)
- 売り渡された淑女 - ハーレクインオリジナル（原作：アニー・バロウズ、ハーパーコリンズ・ジャパン）（全1巻）
- 忘れられた婚約者 - 増刊ハーレクイン（原作：アニー・バロウズ、ハーパーコリンズ・ジャパン）（全1巻）
- 十二夜の魔法使い 〜星占い公爵と恋人達〜 - プリンセスGOLD →プチプリンセス（秋田書店）（全1巻）
- 悩める公爵 - 増刊ハーレクイン（原作：エリザベス・ロールズ、ハーパーコリンズ・ジャパン）（全1巻）
- 恋の星図と猫日和 - プチプリンセス（秋田書店）2023年vol.70[4] - 2024年vol.86[5]）（全3巻）

### 単行本未収録作品（ただし電子書籍化済み）
- 伯爵からの招待状 - ハーレクイン（原作：アニー・バロウズ、ハーパーコリンズ・ジャパン）
- 売り渡された娘 - ハーレクインオリジナル（原作：サリー・チーニー、ハーパーコリンズ・ジャパン）
- 乙女を愛した悪魔 - ハーレクインオリジナル（原作：クリスティン・メリル、ハーパーコリンズ・ジャパン）
- 銀の匙を落とした幼姫 -捨て子を愛した伯爵令息-　- 増刊ハーレクイン（原作：ヘレン・ディクソン、ハーパーコリンズ・ジャパン）
- 放蕩領主と美しき乙女 - 別冊ハーレクイン（原作：キャロル・モーティマー、ハーパーコリンズ・ジャパン）
- 路地裏で拾われた真珠 - 増刊ハーレクイン（原作：アン・ヘリス、ハーパーコリンズ・ジャパン）
- 伯爵と記憶をなくした娘 - 増刊ハーレクイン（原作：ジョアンナ・メイトランド、ハーパーコリンズ・ジャパン）
- 大聖堂のある町 - 増刊ハーレクイン（原作：ベティ・ニールズ、ハーパーコリンズ・ジャパン）
- 伯爵が愛した灰かぶり - 増刊ハーレクイン（原作：アニー・バロウズ、ハーパーコリンズ・ジャパン）

### 挿絵
- 花ものがたり 著:立原えりか（小学館）
- 雨を呼ぶ少女 著:矢崎麗夜（講談社）
- ペルシャ猫は微笑む―マイ・リトル・タウン 著:小沢淳（講談社）
- 鏡の中のれもん 著:久美沙織（集英社）
- 金のくるみ銀の星 著:白阪実世子（偕成社）
- かぼちゃの馬車と毒りんご 著:白阪実世子（偕成社）
- マシュマロ王女の秘密の旅　竜と宝と空とぶじゅうたん 著:白阪実世子（偕成社）
- 恋の偏差値しあわせ未満? 著:野原野枝実（MOE出版）
- フィアンセはミステリー 著:柳原一日（MOE出版）

### その他
- テレビアニメ 本好きの下剋上 司書になるためには手段を選んでいられません 第二十九章（第3期 3話目）エンドカード

## 参考資料
- このマンガがすごい! 編集部『このマンガがすごい! 2012』(2011年、宝島社)